# Hispa tarsata
Hispa tarsata – gatunek chrząszcza z rodziny stonkowatych i podrodziny tarczykowatych.
Gatunek ten opisany został w 2002 roku przez Jolantę Świętojańską na łamach „Genus”. Jako lokalizację typową wskazano północne okolice Masiri w irańskim ostanie Fars.
Chrząszcz o ciele długości od 3,8 do 4,5 mm, wydłużonym, włącznie z czułkami i odnóżami czarnym, obficie pokrytym kolcami. Przysadziste czułki mają niesymetrycznej budowy sześć pierwszych członów i symetryczne, poprzeczne człony od siódmego do dziesiątego. Na pierwszym członie znajduje się tylko jeden długi, pojedynczy, niezmodyfikowany kolec umieszczony na krawędzi wewnętrznej. Drugi człon jest poprzeczny i ma jeden krótszy od swej długości kolec umieszczony na przedzie krawędzi wewnętrznej. Przedplecze ma parę rozwidlonych kolców na brzegu przednim, po trzy długie kolce na brzegach bocznych oraz nieco głębszy niż u ociernicy czarnej, poprzeczny wcisk u podstawy. Pokrywy mają regularne, dwukrotnie grubsze niż u ociernicy czarnej punktowanie oraz liczne kolce. Golenie mają po jednym małym kolcu. Stopy mają trzeci człon pozbawiony poduszki na spodzie, a człon ostatni dwukrotnie dłuższy od trzeciego.
Owad palearktyczny, znany wyłącznie z Iranu. Spotykany jest na rzędnych od 1650 do 3500 m n.p.m.